# Équipe de Monaco masculine de basket-ball
Actualités
L'équipe de Monaco de basket-ball est la sélection des meilleurs joueurs monégasques. La formation ne participe pas aux tournois organisés par la FIBA Europe mais représente régulièrement la principauté aux Jeux des petits États d'Europe.

## Parcours aux Jeux des petits États d'Europe
- 2003 : 6e
- 2005 : n'a pas participé
- 2007 : 5e
- 2009 : n'a pas participé
- 2011 : pas d'épreuve de basket-ball
- 2013 : -
- 2015 : -
- 2017 : -
- 2019 : n'a pas participé